# Seres Automobile
Seres Automobile (赛力斯汽车S), nota sul mercato internazionale come DFSK Motor, in precedenza denominata Dongfeng Sokon Automobile (东风小康S, Dōngfēng XiǎokāngP), è un costruttore automobilistico cinese appartenente al gruppo Seres Group. 
Nacque come joint venture 50/50 tra i costruttori Dongfeng Motor Corporation e Chongqing Sokon Industrial Group il 27 giugno 2003. 
La DFSK produce microvan, veicoli commerciali leggeri e autovetture low cost che vengono esportate in 60 paesi nel mondo con i marchi Dongfeng Sokon, DFSK, Glory e Fengon.

## Storia
All’inizio del 2000 la Chongqing Yu’an Innovation Technology (Group), un costruttore di motociclette e componenti per autoveicoli, e la Dongfeng Motor valutano la possibilità di entrare nel settore degli autoveicoli studiando dei microvan di classe compatta destinati alle piccole imprese cinesi.  La Dongfeng già produceva autovetture per il gruppo francese PSA ma era assente nella produzione dei commerciali leggeri e approva tale progetto.
Nel 2003 viene formata la joint venture Dongfeng Yu’an Automobile con sede a Chongquin e vengono avviati i lavori per la realizzazione di una nuova fabbrica.
La Yu’an Group acquisisce dalla giapponese Suzuki la licenza per la produzione di telai, motori e componenti per microvan e in seguito ne elabora in proprio lo stile, la Dongfeng si occupa della fase di ingegneria e dei collaudi. Nel 2005 debutta ufficialmente il primo veicolo denominato C-Series, un piccolo van offerto in molteplici configurazioni (lastrato, minibus per trasporto passeggeri e pick-up) con motori Suzuki e trazione posteriore. Al debutto la Yu’an Group cambia denominazione in Chongquin Sokon Industry Group (abbreviato in Sokon in lingua inglese o Xiaokang in cinese) e la joint venture di conseguenza diviene Dongfeng Sokon Automobile (abbreviata in DFSK). 
Sul mercato cinese i veicoli sono venduti come Dongfeng Sokon mentre nei mercati di esportazione viene utilizzato il nome DFSK. In entrambi i casi il marchio sulla calandra è il “Dual Wings” della Dongfeng. 

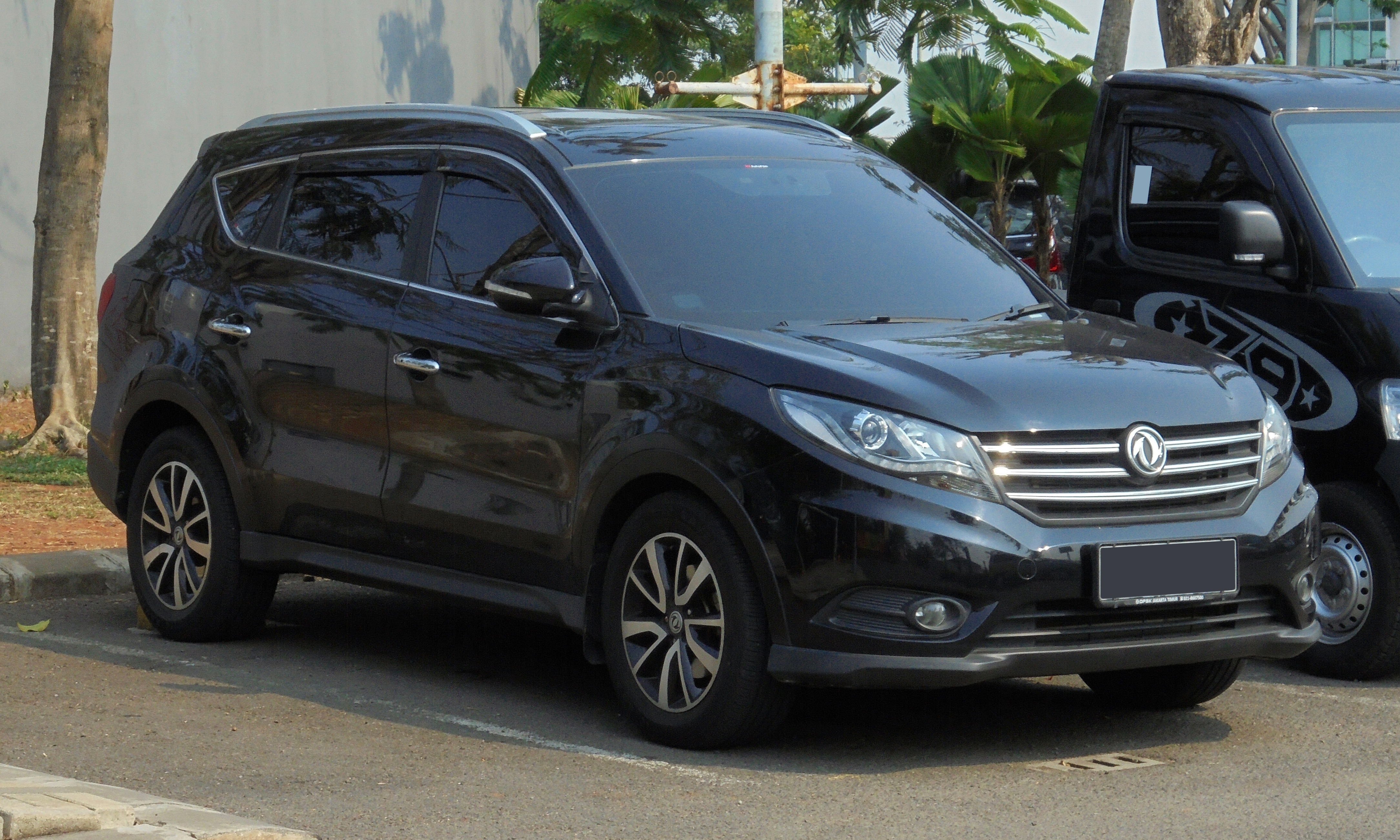
DFSK Glory 580, il primo SUV prodotto

Successivamente la DFSK presenta numerosi altri modelli di minivan e inizia ad esportarli anche in Europa; nel Regno Unito saranno distribuiti dalla Sokon Automobile mentre in Italia dalla Giotti Victoria.
Nel 2013 la DFSK decise di entrare nel redditizio mercato dei SUV avviando la progettazione di una veicolo medio-grande a sette posti sfruttando le tecnologie Dongfeng; tale veicolo venne studiato in modo da poter aver un prezzo aggressivo classificandosi come auto familiare low cost e doveva essere venduto sia in Cina che all’estero. Il progetto debutta nel 2016 denominato Dongfeng Fengguang 580, un SUV a cinque e sette posti a trazione anteriore o integrale con motori Dongfeng. Il nome Fengguang (tradotto in Fengon in lingua inglese) viene utilizzato per distinguerli dalla produzione dei minivan denominati Sokon. Sui mercati esteri tale veicolo sarà ribattezzato a marchio DFSK Glory (di più facile pronuncia) utilizzando lo stemma Dual Wings della Dongfeng sulla calandra, negli interni e nel posteriore.
Negli stessi anni vengono avviate le produzioni in Indonesia e in Thailandia della gamma minivan e lartono le esportazioni anche in Sud America e nell’Europa dell’Est. 
Le vendite totali nell’anno 2017 raggiunsero i 402.000 veicoli e nel novembre 2018 la Chongqing Sokon Group acquisisce il restante 50% della joint venture DFSK dalla Dongfeng per 621 milioni di euro diventandone proprietaria al 100%.
Tra settembre 2019 e aprile 2020, Sokon ha acquisito il restante 50% della joint venture da Dongfeng, continuando a produrre veicoli con il logo Dongfeng e con il marchio DFSK, eliminando gradualmente il logo Dongfeng dal marchio Fengguang dopo la sua ridenominazione in Fengon, rendendo DFSK una consociata interamente controllata da Sokon Group.
Nell'ottobre 2023 viene annuciato il cambio di nome a Seres Automobile (Hubei).

## Stabilimenti
La produzione avviene in un totale di quattro stabilimenti: due dei quali si trovano a Hubei e due a Chongqing.